# 三つ星レストランにて
『三つ星レストランにて』（みつぼしレストランにて）は、モンティ・パイソンがテレビシリーズ『空飛ぶモンティ・パイソン』で放送したスケッチである。第1シリーズ第3話『遠くから異なる種類の木を見分ける方法』で放送された。原題は "Dirty Fork"（訳：汚いフォーク）であるが、英語圏ではより端的に『レストラン・スケッチ』（英: Restaurant Sketch）としても知られている。このスケッチには、パイソンズのスケッチとしては初めて、登場人物に聴衆がブーイングするシーンが含まれる。
後に映画『モンティ・パイソン・アンド・ナウ』（1971年）で再演された。
エンターテインメント・ウィークリー誌では、このスケッチがパイソンズのスケッチ中18位にランクインしている。イングランドにおいては、このスケッチが教育カリキュラム PSHE (Personal, Social and Health Education) のキー・ステージ2用に、公認の教材として用いられている。

## あらすじ
高級フレンチレストランで、1組の男女（グレアム・チャップマン、キャロル・クリーヴランド）が一夜を楽しんでいる。2人はフォークが少し汚れていることに気付き、チャップマン演じる男性客は、ウェイターを呼び止めて交換してほしいと丁寧に頼む。
呼び止められたウェイターのガストン（仏: Gaston、テリー・ジョーンズ）は、フランス訛りでこれ以上無いほどに謝り続け、ついには給仕長のジルベルト（伊: Gilberto、マイケル・ペイリン）がやってくる。ジルベルトは席へやってくるなり、洗い場のスタッフを全員解雇するよう命じ、すぐにこの件を支配人に伝えるようガストンに言いつける。彼は更に、フォークの汚れへの嫌悪から震え上がる。
呼ばれてきた支配人（エリック・アイドル）はジルベルトに落ち着くよう言う。彼は2人のテーブルに座り、フォークについて、「謙遜し、深く、心から」謝罪する。支配人は、レストランのスタッフの苦労話を話している内に気持ちが高ぶり、堰を切って涙を流す。そこに料理人のマンゴー（英: Mungo、ジョン・クリーズ）が現れ、「支配人のような弱い人に何て仕打ちをするんだ！」と2人を怒鳴りつけ、テーブルへ持っていた包丁を振り下ろす。隣にいるジルベルトは、戦争の古傷が痛み出したと訴える。支配人は「これでおしまいだ！」と叫びながら、客の訴えた汚いフォークで自分の腹を刺し、地面に倒れ込んで死んでしまう。
マンゴーは包丁を男性客の頭上へ振り上げ、「（支配人の）仇討ちだ！」と叫んで彼を殺そうとする。ジルベルトはマンゴーを止め「お客様を殺すんじゃない！」と諭したところで、戦争の古傷が元で死んでしまう。マンゴーは再び包丁を振り上げるが、ガストンが再登場して、マンゴーが男性客を殺す前に飛びかかる。
その後、「それでは…、オチです！」（英: "And Now… The Punchline!"）とのキャプションが画面に流れ、男性客のワンショットに切り替わる。男性客は「汚いナイフのこと言わなくてよかったなァ」とカメラに向かって述べ、観衆（ラフトラックを演じていた人々）はこの言葉にブーイングを行う。

### アンド・ナウ版
このスケッチは1971年の『モンティ・パイソン・アンド・ナウ』で再演された。ジョーンズの演じるウェイターの名前は、元の「ガストン」から「ジュゼッペ」（伊: Giuseppe）に置き換えられている。アンド・ナウ版にはラフトラックは収録されておらず、チャップマンがオチの台詞を述べた後、すぐに次のアニメへつながる。またチャップマンの述べるオチの台詞は、元の "Lucky we didn't say anything about the dirty knife." から、"Lucky I didn't tell them about the dirty knife." へと主語が変更されている。またDVDメニューで確認できる邦題は『三つ星レストランにて』だが、チャップマンは台詞上、レストランが「五つ星だ」と述べている。なおテレビシリーズではレストランは「三つ星」とされている。

## キャスト
ここではテレビ版の登場順に記載する。
| 役者                     | TVシリーズでの役名   | 『アンド・ナウ』での役名 | 日本語吹替声優 |
| ------------------------ | -------------------- | ------------------------ | -------------- |
| グレアム・チャップマン   | レストランの男性客   | レストランの男性客       | 山田康雄       |
| キャロル・クリーヴランド | レストランの女性客   | レストランの女性客       | 松金よね子     |
| テリー・ジョーンズ       | ガストン（給仕）     | ジュゼッペ（給仕）       | 飯塚昭三       |
| マイケル・ペイリン       | ジルベルト（給仕長） | ジルベルト（給仕長）     | 青野武         |
| エリック・アイドル       | レストランの支配人   | レストランの支配人       | 広川太一郎     |
| ジョン・クリーズ         | マンゴー（シェフ）   | マンゴー（シェフ）       | 納谷悟朗       |

このスケッチにテリー・ギリアムは登場しない。

## パイソンズの作風
このスケッチはパイソンズのオチ（英: punch line）に関する考えを反映している。彼らは活動を始める際に、スケッチからオチを排することを決めた。彼らのスケッチは唐突に終了するか、キャラクターが「何てひどいスケッチだ」と吐き捨てて立ち去る、という終わり方をする。これについて、『ライブ・アット・アスペン』で、テリー・ギリアムは次のように説明している。
| 「 | 「僕らの最初のルールは —『オチをなくす』ってことなんだ… 始まりが凄くて、演技も素晴らしくて、とても面白いスケッチもあるけれど、オチが他の部分ほどいい出来じゃないと、丸々全部スケッチを殺してしまうんだ。そういう訳で僕らはオチを排したんだ」 | 」 |

このスケッチでは、チャップマンの言うオチは意図的にあまり出来の良くないものにされている。